# Ermetzhofen
Ermetzhofen is een plaats in de Duitse gemeente Ergersheim, deelstaat Beieren, en telt 300 inwoners.